# Diógenes Benavides Martinelli
Diógenes Benavides Martinelli (Soná, Panamá, 3 de agosto de 1942 - Bogotá, 7 de noviembre de 1985) fue un guerrillero panameño al servicio de la guerrilla colombiana Movimiento 19 de abril (M-19).

## Biografía
Al parecer perteneció al Frente Sandinista de Liberación Nacional y fue uno de los responsables de que armas de ese grupo guerrillero fueran a dar a manos del M-19.
Benavides participó en el comando guerrillero Iván Marino Ospina que tomó el Palacio de Justicia en Bogotá, el 6 y 7 de noviembre de 1985 con el fin de enjuiciar al presidente colombiano Belisario Betancur.

## Muerte
Benavides murió en enfrentamientos con el Ejército Nacional de Colombia y la Policía Nacional de Colombia durante la operación de retoma. A Benavides le encontraron su cédula de identidad personal (número 9-57-16), su licencia de conductor expedida por la Guardia Nacional de Panamá, un carné de identificación de aseguranza expedido por el Instituto Nicaragüense de Seguridad Social, bajo el número 12708 y con el título de "Responsable de Departamento" del Ministerio del Trabajo dentro del Gobierno de Reconstrucción Nacional de la República de Nicaragua. Los documentos fueron incluidos a la investigación por la toma del Palacio de Justicia, de los que se piensa fueron comprados en Panamá y Nicaragua. Benavides también portaba un cédula de identificación colombiana falsa, con el nombre de Mario García Restrepo.
El 9 de noviembre de 1985 a las 5:00 PM (UTC-5) el cadáver de Benavides fue remitido junto con otros 25 cuerpos por orden del Juzgado 78 de Instrucción Penal Militar (oficio 1324) con el propósito de ser enterrados en una fosa común del Cementerio del Sur de Bogotá.
El análisis forense detalló así los restos de Benavides:

"Esqueleto n.º 57

Presenta ausencia de los incisivos superiores y una lesión antigua en sentido transverso detrás de la línea media de parietales. El rostro es caucasoide, angosto, muy perfilado tanto en la porción frontomalar como cigomaxilar, ortognato; la frente es ancha; la nariz es muy prominente, angosta, de altura media; las órbitas de altura y anchura medias. Edad por costilla entre 33-42 años y pubis 35,2±9,4 años; cohorte de 40±5 años de edad. Lesión antemortem en 1/3 posterior de ambos parietales, transversal, de 7x90 mm. Ausencia de incisivos superiores. Fractura consolidada en clavícula derecha.
Lesiones por PAF, OE por borde supraciliar derecho y OS por frontal; trayectoria anteroposterior, infero-superior de derecha a izquierda. Fractura perimortem en acetábulo izquierdo con huella de óxido.
Protocolo n.º 3769-85: Diógenes Benavides Martinelli. Hombre de 39 años de edad, mestizo, dentadura incompleta, grupo sanguíneo A+, falleció por laceración cerebral secundaria a lesiones por PAF. Orificio de entrada por PAF irregular de 1.5x1 cm en párpado inferior derecho, con abrasión periorificiaria, a 13 cm del vértice y 4 cm de la línea media. Orificio de salida por PAF irregular de 3x1 cm en frontal izquierdo, a 5 cm del vértice y 2 cm de la línea media. Trayectoria antero-posterior, infero-superior, derecha-izquierda. Orificio de entrada por PAF de 1x0.9 cm en temporal derecho a 9 cm del vértice de la línea media. Orificio de salida por PAF de 3x2.5 cm en región parieto-temporal izquierda, a 5 cm del vértice y 7.5 cm de la línea media. Lesiones por esquirlas por elemento explosivo en cresta iliáca antero-superior izquierda de 0.5x0.7 cm, y en dorso y dedo índice izquierdo.

Por las lesiones perimortem y las características físicas el esqueleto n.º 57 puede corresponder al individuo del Protocolo n.º 3769-85, ciudadano panameño que perteneció al ejército sandinista y había sufrido un accidente aéreo."

La Fiscalía General de la Nación encontró en una fosa común del cementerio del Sur (Bogotá), sus restos junto a otros 89 restos óseos por identificar.